# 龙塘那泗村康王庙
龙塘那泗村康王庙，位于中国广东省湛江市徐闻县龙塘镇那泗村前，为徐闻县的一个县级文物保护单位，类型为古建筑，公布时间为2005年4月29日。
龙塘那泗村康王庙的历史年代为明代。